# Matías Belloso
Matías Luis Belloso (Rosario, 16 febbraio 2000) è un calciatore argentino, attaccante dell'Almirante Brown.

## Caratteristiche tecniche
È un'ala sinistra.

## Statistiche

### Presenze e reti nei club
Statistiche parziali aggiornate al 31 dicembre 2024.
| Stagione        | Squadra           | Campionato      | Campionato | Campionato | Coppe nazionali | Coppe nazionali | Coppe nazionali | Coppe continentali | Coppe continentali | Coppe continentali | Altre coppe | Altre coppe | Altre coppe | Totale | Totale |
| Stagione        | Squadra           | Comp            | Pres       | Reti       | Comp            | Pres            | Reti            | Comp               | Pres               | Reti               | Comp        | Pres        | Reti        | Pres   | Reti   |
| --------------- | ----------------- | --------------- | ---------- | ---------- | --------------- | --------------- | --------------- | ------------------ | ------------------ | ------------------ | ----------- | ----------- | ----------- | ------ | ------ |
| 2021            | Arsenal Sarandí   | PD              | 4          | 0          | CA+CdL          | 0+3             | 0               | CS                 | 1                  | 0                  |             | -           | -           | 8      | 0      |
| 2024            | Chacarita Juniors | PB              | 16         | 0          | CA              | 1               | 0               |                    | -                  | -                  |             | -           | -           | 17     | 0      |
| Totale carriera | Totale carriera   | Totale carriera | 20         | 0          |                 | 4               | 0               |                    | 1                  | 0                  |             | -           | -           | 25     | 0      |